# Fédération des Chambres de Commerce belges
La Fédération des chambres de commerce belges, en néerlandais Federatie van Belgische Kamers van Koophandel, est l'organisation faîtière belge des chambres de commerce. Son siège est situé à Bruxelles.
Les chambres de commerce, constituées sous forme d'associations sans but lucratif représentent et défendent collectivement et individuellement les entreprises, les indépendants, les commerçants. Elles leur fournissent de nouveaux services utiles à la conduite de leur affaires, sont un lieu de rencontre et une source de développement et de croissance.

## Histoire
La Fédération des chambres de commerce a été fondée le premier août 1875 en tant qu'organisation faîtière de droit privée. Elle s'appelait alors Fédération nationale des Chambres de commerce et d'Industrie de Belgique. Cette création a eu lieu après que l'état belge a décidé, un peu plus tôt dans l'année, de supprimer les chambres de droit public, argumentant que les intérêts défendu par celles-ci étaient d'ordre régional ou privé. Les hommes d’affaires du pays réagissent rapidement et des associations commerciales sont souvent nommées chambre de commerce fleurissent, qui se fédèrent ensuite.
À la fin du vingtième siècle, la Fédération met en place un système d'accréditation pour les Chambres de commerce locales, qui entament un processus de fusion. Elle reprend également le rôle de la Fédération des Chambres belges de Commerce à l’Étranger, pour lesquelles un programme d'accréditation est également mis en place.

## Objectifs
La fédération défend les intérêts d'une part des Chambres de commerce de Belgique, au nombre de 13, et d'autre part des Chambres de commerces belgo-luxembourgeoises à l’étranger, au nombre de 33. Elle soutient les chambres dans leur rôle de prestataires de services aux entreprises, et son programme d’accréditation lui permet de garantir la qualité de ces prestations. La Fédération participe également au développement de nouveaux programmes et services (ex: DigiChambers).
Le fonctionnement de la Fédération s'articule autour de trois axes :
- Les formalités à l’exportation : la Fédération coordonne la délivrance des certificats d’origine par les chambres. Elle est également, au niveau national, l'organisation garante pour les carnets ATA.
- L'entreprise à l’international : le réseau international de la Fédération, notamment son appartenance à Eurochambres et la World Chambers Federation, permet d'apporter un soutien aux chambres et, de ce fait, aux entreprises exportatrices.
- L'entreprise durable : la Fédération a pour objectif d'encourager les chambres à mettre en place, en collaboration avec les entreprises, des projets répondant durablement aux défis sociétaux.

La Fédération a passé des accords structurels avec le SPF Économie ainsi qu’avec l’Administration générale des Douanes et Accises, dont le but sous-jacent est l'amélioration de la compétitivité de l'économie belge.

### Accreditation
Les chambres de commerce ont chacune leur propre identité, en fonction de leurs membres et de leur région. Cependant, grâce à son programme d’accréditation, la Fédération veille à ce que chacune assume ses fonctions de manière professionnelle et qualitative. L’accréditation est une condition préalable à l'affiliation.

#### Accréditation des chambres de commerce locales
L’accréditation des chambres de commerces locales en Belgique est fondée sur 12 principes que toutes doivent respecter. Ces principes sont clairement décrits dans un programme d’accréditation. On y compte entre autres la nécessité d'un contrôle interne de la qualité, une stabilité financière et un nombre d’adhérents suffisants, la présence d'un pôle de communication ou encore la prise en compte de la responsabilité sociétale de la chambre et de ses membres.

#### Accréditation des chambres de commerce bilatérales
L’accréditation des chambres de commerce belges à l’étranger repose sur trois piliers : la gouvernance d’entreprise, la présence d'un service de qualité et le maintien d'une coopération constructive avec les postes diplomatiques à l’étranger. Cette accréditation s’effectue en étroite collaboration avec la Chambre de Commerce du Luxembourg, car la plupart des chambres bilatérales défendent également les intérêts économiques et commerciaux du Grand-Duché de Luxembourg.

## Structure

### Administration
| Periode            | Président        |
| ------------------ | ---------------- |
| ...                |                  |
| 1996 - 2003        | Guido Peleman    |
| 2003 - 2006        | Yvan Huyghebaert |
| 2006 - 2016        | John Stoop       |
| 2016 - aujourd'hui | René Branders,   |

| Periode            | Directeur général |
| ------------------ | ----------------- |
| ...                |                   |
| 1997 - 2006        | Vincent Bovy      |
| 2007 - aujourd'hui | Wouter Van Gulck, |

### Membres

#### Chambres de Commerce accréditées en Belgique[13]
- BECI - Chambre de commerce et d'industrie de Bruxelles
- Chambre de Commerce et d'Industrie de la Wallonie Picarde
- Chambre de Commerce et d'Industrie de Liège-Verviers-Namur
- Chambre de Commerce et d'Industrie du Brabant Wallon
- Chambre de Commerce et d'Industrie du Hainaut
- Chambre de Commerce et d'Industrie du Luxembourg belge
- Industrie- und Handelskammer Eupen-Malmedy-St.Vith
- Voka - Kamer van Koophandel Anvers-Waasland
- Voka - Kamer van Koophandel Limburg
- Voka - Kamer van Koophandel Mechelen-Kempen
- Voka - Kamer van Koophandel Oost-Vlaanderen
- Voka - Kamer van Koophandel Vlaams-Brabant
- Voka - Kamer van Koophandel West-Vlaanderen

#### Chambres de Commerces belgo-luxembourgeoises à l’étranger[14]
- Pays ACP - Chamber of Commerce, Industry and Agriculture Belgium-Luxembourg-Africa-Caribbean-Pacific
- Pays arabes - Arab-Belgian-Luxembourg Chamber of Commerce
- Arménie - Belgian-Armenian Chamber of Commerce
- Canada - Chamber of Commerce Canada-Belgium-Luxembourg
- Amérique centrale - Chamber of Commerce Europe-Central America
- Chili - Belgo-Chilean Chamber of Commerce
- Chine - Belgian-Chinese Chamber of Commerce
- Chine - Benelux Chamber of Commerce in China – Bencham (Pearl River Delta)
- Chine - Benelux Chamber of Commerce in China – Bencham (Beijing)
- Chine - Benelux Chamber of Commerce in China – Bencham (Shanghai)
- Congo (RDC) - Belgian-Congolese-Luxembourg Chamber of Commerce
- France - French-Belgian Chamber of Commerce North of France
- France - French-Belgian Chamber of Commerce South of France
- Allemagne - German-Belgian-Luxembourg Chamber of Commerce
- Royaume-Uni - Belgian-Luxembourg Chamber of Commerce in Great Britain
- Inde - Belgo-Indian Chamber of Commerce and Industry
- Irlande - Belgian-Luxembourg Chamber of Commerce in Ireland
- Italie - Belgian-Italian Chamber of Commerce
- Côte d'Ivoire - Belgian Chamber of Commerce in Côte d’Ivoire
- Japon - Belgian-Luxembourg Chamber of Commerce in Japan
- Maroc - Belgian-Luxembourg Chamber of Commerce in Morocco
- Pays-Bas - Dutch Chamber of Commerce for Belgium and Luxembourg
- Pakistan - Pakistan-Belgium Business Forum
- Pérou - Belgo Peru Chamber of Commerce
- Pologne - Belgian-Luxembourg-Polish Chamber of Commerce
- Portugal - Portuguese-Belgian-Luxembourg Chamber of Commerce
- Roumanie - Belgian Romanian Chamber of Commerce
- Russie et Biélorussie - Belgian-Luxembourg Chamber of Commerce for Russia and Belarus
- Singapour: Belgium Luxembourg Chamber of Commerce
- Espagne - Belgian-Luxembourg Chamber of Commerce in Barcelona
- Espagne - Chamber of Commerce of Belgium and Luxembourg in Spain
- Turquie - Belgian-Luxembourg Chamber of Commerce in Turkey
- Vietnam - Belgian-Luxembourg Chamber of Commerce in Vietnam
- Vietnam - Belgian Vietnamese Alliance